# Callida decora
Callida decora är en skalbaggsart som beskrevs av Fabricius. Callida decora ingår i släktet Callida och familjen jordlöpare. Inga underarter finns listade i Catalogue of Life.